# Боевой кинжал Ферберна-Сайкса
Боево́й кинжа́л Фе́рберна-Са́йкса (англ. Fairbairn-Sykes fighting knife, F&S fighting knife) — самый известный кинжал периода Второй мировой войны, разработанный Уильямом Ферберном и Эриком Сайксом.
В 1930-е годы в Шанхае капитан полиции Ферберн изучал восточные техники ножевого боя, для схваток на ножах были изготовлены так называемые «шанхайские боевые ножи» — стилетообразные кинжалы из переточенных винтовочных штыков (Lee Metford образца M1888). В июне 1940 года британской компании Wilkinson Sword была заказана разработка боевого ножа для спецподразделений коммандос. Свою модель кинжала, основанную на «шанхайском боевом ноже», фирме предложили Ферберн и Сайкс. Предложение было одобрено, произведён выпуск пробной партии и, после проведения испытаний, поступил заказ министерства обороны. Производство кинжалов было налажено на разных заводах, по ходу производства в конструкцию кинжала вносили изменения. Известны 3 основные военные модификации.
Клинок кинжала — стальной, ромбический в сечении, сравнительно резко сужающийся к острию. Рукоять круглого сечения первоначально изготавливали из латуни, — известны варианты из других сплавов.
Кинжал окружён многочисленными легендами. Сегодня он является предметом коллекционирования. Многие фирмы по всему миру производят копии и реплики кинжала Ферберна-Сайкса. На основе кинжала разработано значительное число современных боевых ножей и кинжалов.
- Кинжал Ферберна-Сайкса образца 1941
- Кинжал Ферберна-Сайкса образца 1942
- Боевой нож британских  коммандос Fairbairn—Sykes
- Боевой нож британских  коммандос Fairbairn—Sykes